# Jeffry Fortes
Jeffry Fortes (Rotterdam, 22 maart 1989) is een Nederlands-Kaapverdisch voetballer die als rechtsback voor FC Den Bosch speelt. Fortes debuteerde in 2014 in het Kaapverdisch voetbalelftal.

## Clubcarrière
Spelend als linksachter begon hij in de jeugd bij de SVV en speelde daarna in het betaald voetbal één seizoen voor FC Dordrecht, drie seizoenen voor FC Den Bosch – in Den Bosch speelde hij geen wedstrijd – en tekende daarna opnieuw een contract bij FC Dordrecht. Met het elftal dwong hij in het seizoen 2013/14 promotie af naar de Nederlandse Eredivisie. Fortes degradeerde met FC Dordrecht in het seizoen 2014/15 weer uit de Eredivisie.
Op 19 mei 2016 werd bekend dat Fortes een tweejarig contract bij Excelsior had getekend. Hij verruilde Excelsior in januari 2020 transfervrij voor Sparta Rotterdam. Medio 2021 ging hij naar De Graafschap. Bij de Doetinchemmers vertrok vertrok de aanvoerder na vier seizoenen. 
Op 5 augustus keerde de verdediger na dertien jaar terug bij FC Den Bosch. Hij tekende in de hoofdstad van Noord-Brabant een contract voor één seizoen. In zijn eerste wedstrijd voor de club, op 8 augustus 2025 tegen Jong Ajax, maakte Fortes in de negende minuut de openingstreffer. FC Den Bosch won uiteindelijk met 2-0.

## Clubstatistieken
| Seizoen | Club             | Competitie     | Wedstrijden | Doelpunten |
| ------- | ---------------- | -------------- | ----------- | ---------- |
| 2008/09 | FC Dordrecht     | Eerste divisie | 3           | 0          |
| 2009/10 | FC Den Bosch     | Eerste divisie | 0           | 0          |
| 2010/11 | FC Den Bosch     | Eerste divisie | 0           | 0          |
| 2011/12 | FC Den Bosch     | Eerste divisie | 0           | 0          |
| 2012/13 | FC Dordrecht     | Eerste divisie | 26          | 1          |
| 2013/14 | FC Dordrecht     | Eerste divisie | 34          | 4          |
| 2014/15 | FC Dordrecht     | Eredivisie     | 31          | 3          |
| 2015/16 | FC Dordrecht     | Eerste divisie | 28          | 3          |
| 2016/17 | Excelsior        | Eredivisie     | 20          | 1          |
| 2017/18 | Excelsior        | Eredivisie     | 28          | 0          |
| 2018/19 | Excelsior        | Eredivisie     | 32          | 4          |
| 2019/20 | Excelsior        | Eredivisie     | 20          | 6          |
| 2019/20 | Sparta Rotterdam | Eredivisie     | 6           | 0          |
| 2020/21 | Sparta Rotterdam | Eredivisie     | 19          | 0          |
| 2021/22 | De Graafschap    | Eerste divisie | 31          | 2          |
| 2022/23 | De Graafschap    | Eerste divisie | 38          | 4          |
| 2023/24 | De Graafschap    | Eerste divisie | 36          | 3          |
| 2024/25 | De Graafschap    | Eerste divisie | 33          | 2          |
| 2025/26 | FC Den Bosch     | Eerste divisie | 1           | 1          |
| Totaal  | Totaal           | Totaal         | 386         | 34         |

Bijgewerkt op 9 augustus 2025.

## Interlandcarrière
Fortes maakte op 15 oktober 2014 zijn debuut in het Kaapverdisch voetbalelftal. De wedstrijd in het kwalificatietoernooi voor het Afrikaans kampioenschap voetbal 2015 eindigde in een 1–0 overwinning op Mozambique. In de 75ste minuut had Fortes' landgenoot Héldon Ramos het enige doelpunt gemaakt. In januari 2015 begon Fortes met Kaapverdië aan het Afrikaans kampioenschap, dat gehouden werd in Equatoriaal-Guinea. In december 2014 was hij opgenomen in de selectie. Op dat moment had hij vier interlands gespeeld en geen verloren. Kaapverdië overleefde de groepsfase niet; driemaal werd gelijkgespeeld. Fortes kwam niet in actie. Met zijn land won Fortes op 31 maart een oefeninterland van Portugal; hij speelde de volledige wedstrijd, die eindigde in een 0–2 overwinning.
1 Bakker ·
3 Maas ·
4 Van Grunsven ·
5 De Groot ·
6 Felida ·
7 Sillé ·
8 Monzialo ·
9 Karlsson Grach ·
10 Van Leeuwen ·
11 Verbeek  ·
15 De Vries ·
17 Semedo ·
18 Van Hedel ·
19 Kuijpers ·
20 Acheffay ·
21 Kotzebue ·
22 Fortes ·
23 Bakaľa ·
26 El Bakkali ·
27 Akmum ·
31 Bijlsma ·
33 Laros ·
36 Van de Merbel ·
40 Boumassaoudi ·
47 Barglan ·
48 Elum ·
Coach: Landvreugd
· Assistent-trainer: Van Overbeek
· Assistent-trainer: Mesaoudi
· Keeperstrainer: De Wit
1 Vozinha ·
2 J. Fortes ·
3 Varela ·
4 Semedo ·
5 Babanco ·
7 O. Fortes ·
8 Oliveira ·
9 Ricardo ·
10 Héldon ·
11 Rodrigues ·
12 Kevin ·
13 Platini ·
14 Gegé ·
15 Rocha ·
16 Cruz ·
17 Calú ·
18 Nivaldo ·
19 Tavares ·
20 Mendes ·
22 S. Fortes ·
23 Carlitos ·
Coach: Águas